# Colonia del Triunfo
Colonia del Triunfo är en ort i Mexiko.   Den ligger i kommunen Indaparapeo och delstaten Michoacán de Ocampo, i den södra delen av landet, 200 km väster om huvudstaden Mexico City. Colonia del Triunfo ligger 1 860 meter över havet och antalet invånare är 648.
Terrängen runt Colonia del Triunfo är kuperad söderut, men norrut är den platt. Runt Colonia del Triunfo är det ganska tätbefolkat, med 86 invånare per kvadratkilometer. Närmaste större samhälle är Indaparapeo, 3,4 km söder om Colonia del Triunfo. I omgivningarna runt Colonia del Triunfo växer huvudsakligen savannskog.